# Agustín Lizárraga

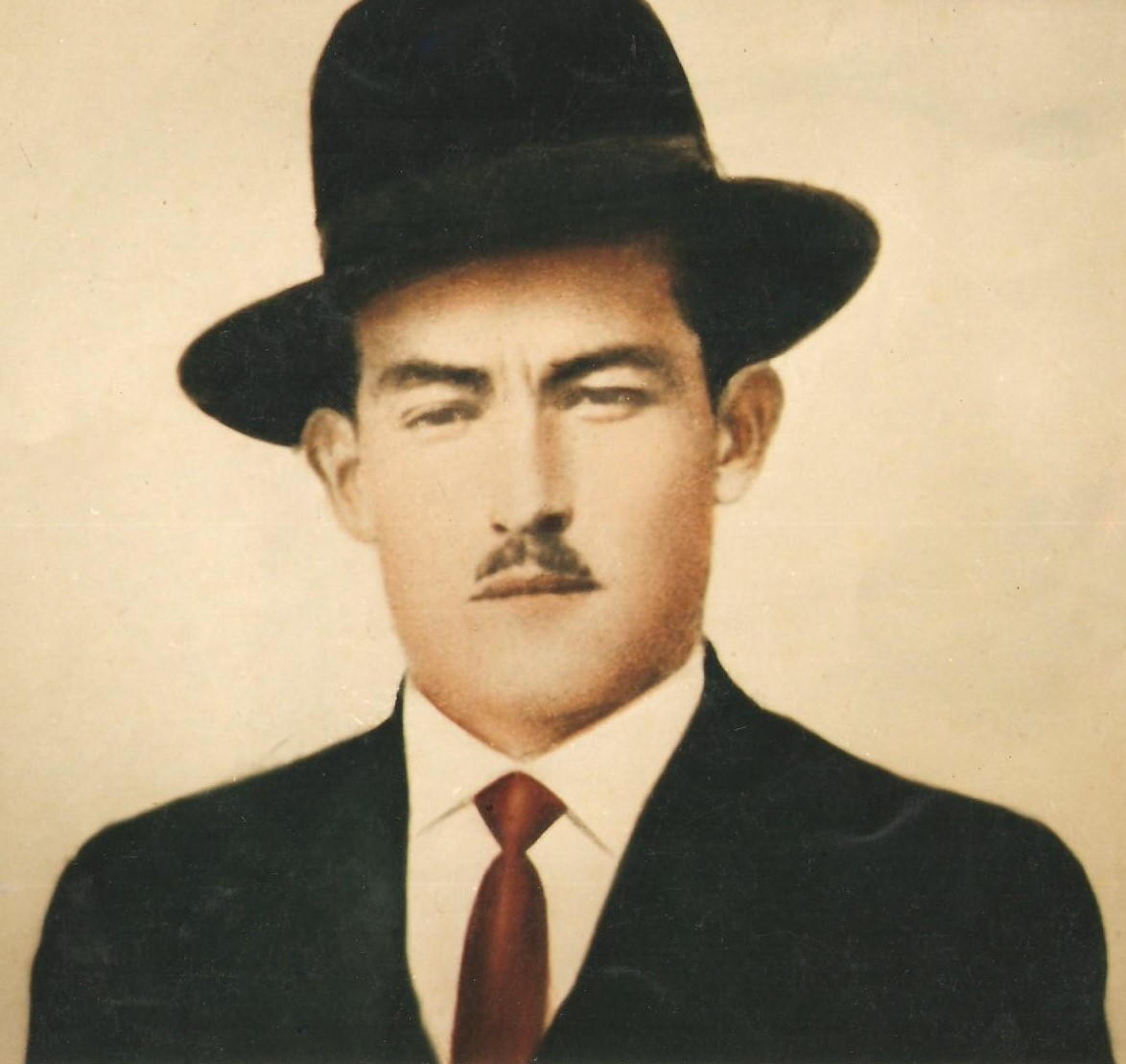
Agustín Lizárraga.

Agustín Lizárraga Ruiz (Espanhol: [aɣusˈtin liˈθaraɣa] 12 de junho de 1865, em Mollepata - 11 de fevereiro de 1912, no rio Urubamba) foi um explorador e fazendeiro peruano que descobriu Machu Picchu em 14 de julho de 1902, nove anos antes do explorador americano Hiram Bingham.

## Biografia
"Agustín Lizárraga é o descobridor de Machu Picchu, e viveu na Ponte San Miguel pouco antes de passar" — Hiram Bingham em seu diário de 25 de julho de 1911

### Início da vida
Nasceu em Mollepata, Peru, em 1865. Aos 18 anos, deixou sua cidade natal para evitar se alistar no exército. Posteriormente, Lizárraga e seu irmão fixaram residência no Vale de Aobamba, situado dentro do departamento de Cuzco. No final do século 19, o comércio entre Quillabamba e Cusco prosperou, e a principal rota para os arrieros que transportavam café e folhas de coca seguia o curso do rio Urubamba. Com isso em mente, os irmãos Lizárraga decidiram se estabelecer estrategicamente no meio do caminho ao longo dessa rota comercial, perto da Ponte San Miguel e na área de Intihuatana. Lá, ambos se dedicaram ao cultivo de hortaliças, milho e granadilha.
Com o tempo, os irmãos Lizárraga tornaram-se os principais agricultores da área e se familiarizaram com a família Ochoa, que possuía terras perto do que hoje é Machu Picchu. Eles trabalhavam para a família Ochoa na Hacienda Collpani. Lizárraga também foi nomeado como cobrador de impostos pelo Ministério dos Transportes, encarregado da supervisão de todas as pontes que abrangem a distância de Cusco a Quillabamba.

### Expedição Machu Picchu
Em 14 de julho de 1902, Agustín Lizárraga, conhecido por sua habilidade em "escalar os lugares mais inacessíveis" e "desafiar todos os obstáculos" liderou uma expedição em busca de novas terras para cultivo, acompanhado por trabalhadores da fazenda Collpani. Seu primo Enrique Palma, administrador da fazenda; Toribio Recharte, um trabalhador de Lizárraga, e Gabino Sánchez se juntaram a ele. Depois de várias horas caminhando pela vegetação rasteira, eles se depararam com paredes de pedra de edifícios antigos. Eles passaram o dia na cidadela, descobrindo um número crescente de edifícios durante sua exploração. Lizárraga observou com espanto e intuíu que poderia ter valor. Ele então fez uma inscrição com carvão em uma das pedras do Templo das Três Janelas, levando seu sobrenome e o ano: "A. Lizárraga 1902". Esta inscrição foi mais tarde descoberta por Bingham em 1911 e por José G. Cosío em janeiro de 1912. Mais tarde, Bingham ordenou sua remoção alegando razões de preservação.
No ano seguinte, Agustín percebeu que as terras da cidadela eram ideais para a agricultura, razão pela qual recrutou as famílias Mollepata de Toribio Recharte e, mais tarde, Anacleto Álvarez, para se estabelecerem lá.
Entre 1904 e 1905, José María Ochoa Ladrón de Guevara, filho do proprietário da fazenda Collpani, Justo Zenón Ochoa, convenceu Lizárraga a informar a descoberta de Machu Picchu em Cuzco. Embora Lizárraga temesse perder suas "terras agrícolas férteis e abundantemente produtivas", ele aceitou a proposta de Ochoa depois de receber novas terras em Collpani Grande. Eles começaram a espalhar a notícia para amigos, familiares e vários intelectuais proeminentes, incluindo seu irmão Justo Antonio Ochoa Ladrón de Guevara, que informou professores universitários da Universidade Nacional de San Antonio Abad em Cuzco e o reitor americano Albert Giesecke.

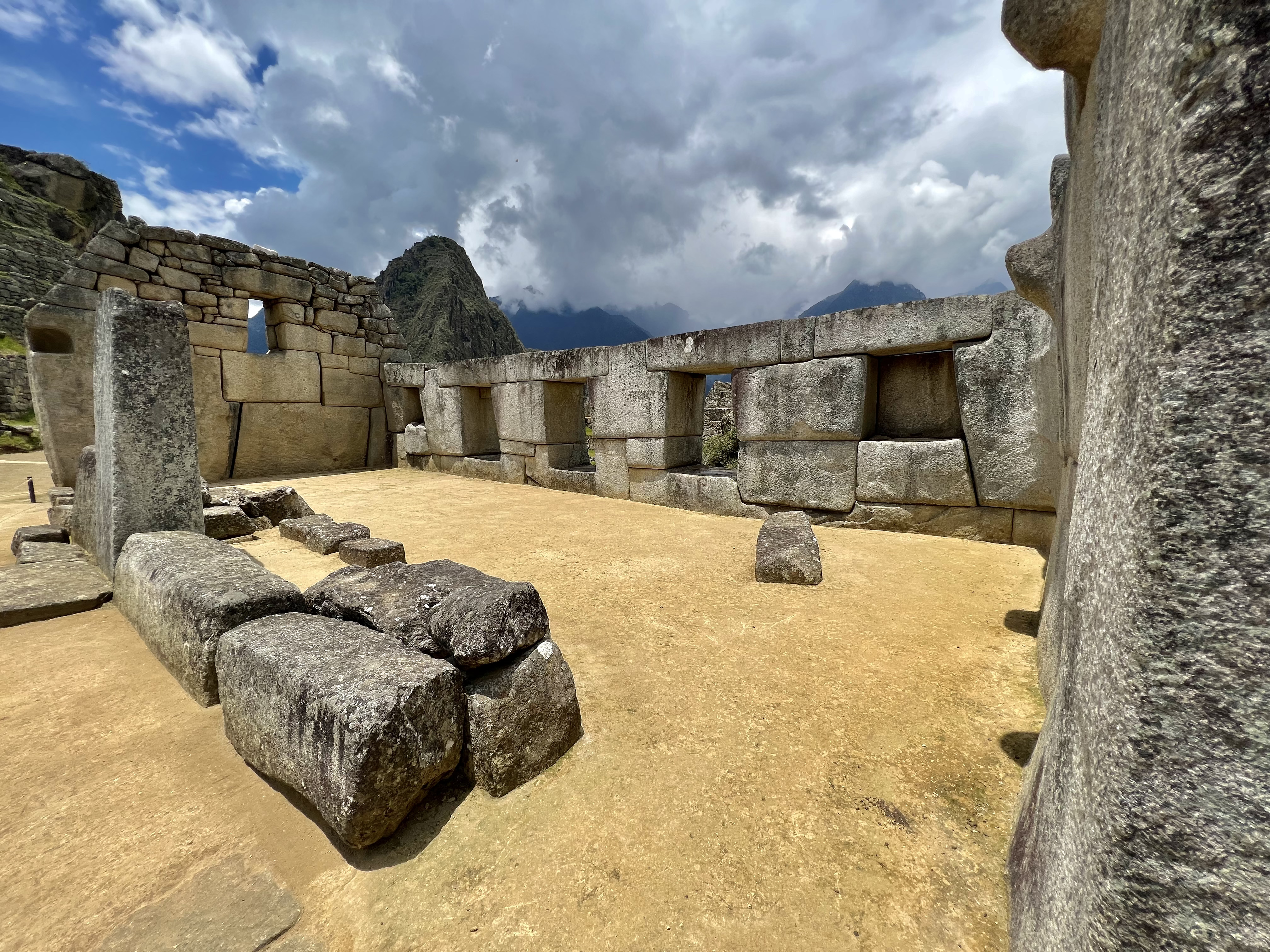
Templo das Três Janelas, onde Lizárraga deixou sua inscrição, que mais tarde foi apagada por Bingham.

### Morte

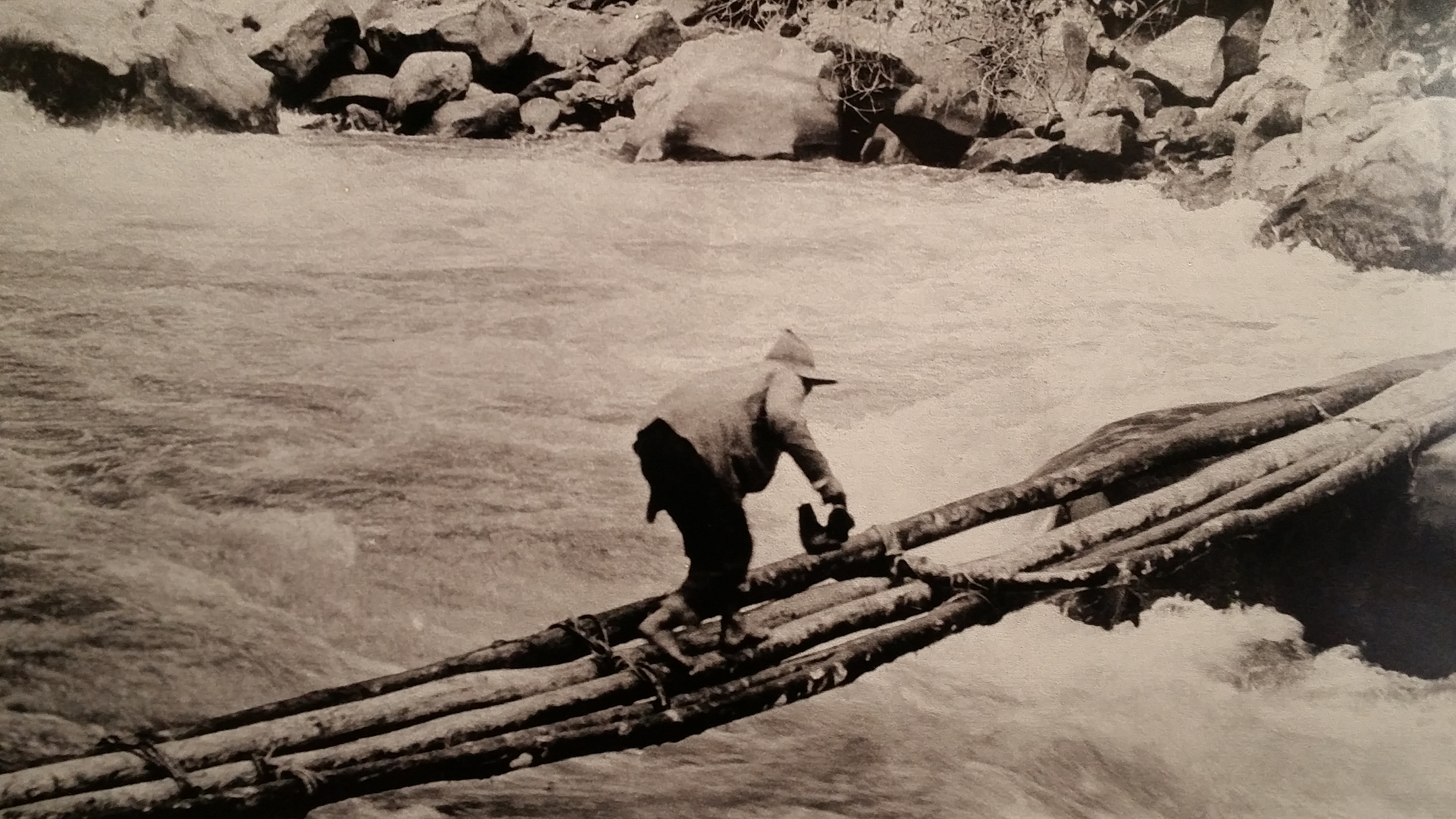
Melchor Arteaga atravessa o rio Urubamba em uma ponte de madeira que lembra aquela onde Lizárraga caiu em 1912.

Em fevereiro de 1912, Agustín Lizárraga morreu afogado no rio Vilcanota; seu corpo nunca foi recuperado. De acordo com o estudioso peruano José Gabriel Cosio, o incidente ocorreu às 16h, quando Lizárraga atravessava uma "pequena ponte perigosa" a caminho de seus campos de milho. Ele caiu do meio da ponte e, por estar acompanhado apenas de uma criança, não conseguiu receber ajuda. Infelizmente, apesar de uma extensa busca cobrindo uma distância de três léguas, seu corpo não pôde ser encontrado. Cosio acrescenta a este respeito:
Pobre Lizárraga! Ele morreu, como vinte ou trinta morrerão, e como centenas de pessoas devem ter morrido, porque a ponte de que o Sr. Ochoa me conta, e da qual há várias ao longo do Vilcanota, não pode ser chamada assim. São paus ou troncos amarrados com cordas e cordéis que são jogados de um lado para o outro do rio sem muros ou suporte de segurança. —  José Gabriel Cosio

## Prêmios e homenagens
Em 2002, o ex-prefeito de Cusco Daniel Estrada apresentou uma moção ao Congresso, buscando o reconhecimento oficial em nome da Nação para os cidadãos Agustín Lizárraga, Gabino Sánchez, Justo Ochoa e Enrique Palma como os descobridores de Machu Picchu. Esta moção também propunha prestar homenagem a "comemorar eternamente - à maneira da época - a presença peruana em Machu Picchu, em 14 de julho de 1902".
Posteriormente, em julho de 2011, à luz do centenário da descoberta científica de Machu Picchu, o Município Provincial de Cusco (Prefeitura de Cusco) concedeu postumamente a Agustín Lizárraga a Medalla Centenario de Machupicchu para el mundo (Medalha Centenária de Machu Picchu). Esta distinção estava enraizada nos seus "méritos e contribuições para a descoberta do Santuário Histórico de Machupicchu".